# Sejmik Województwa Zachodniopomorskiego
Sejmik Województwa Zachodniopomorskiego – organ stanowiący i kontrolny samorządu województwa zachodniopomorskiego. Istnieje od 1998 roku. Obecna, VII kadencja Sejmiku, trwa w latach 2024–2029.
Sejmik Województwa Zachodniopomorskiego składa się z 30 radnych, wybieranych w województwie zachodniopomorskim w wyborach bezpośrednich na kadencje trwające 5 lat (w latach 1998–2018 kadencja trwała 4 lata).
Siedzibą sejmiku województwa jest Szczecin.
Przewodniczącą Sejmiku Województwa Zachodniopomorskiego jest Teresa Kalina, a marszałkiem województwa zachodniopomorskiego Olgierd Geblewicz.

## Wybory do Sejmiku
Radni do Sejmiku Województwa Zachodniopomorskiego są wybierani w wyborach co 5 lat (do 2018 co 4) w pięciu okręgach wyborczych, które nie mają swoich oficjalnych nazw. Zasady i tryb przeprowadzenia wyborów określa odrębna ustawa. Skrócenie kadencji sejmiku może nastąpić w drodze referendum wojewódzkiego.

Okręgi wyborcze w wyborach do Sejmiku Województwa Zachodniopomorskiego w wyborach z lat 2002–2014
okręg wyborczy nr 1 – 8 radnych
okręg wyborczy nr 2 – 5 radnych
okręg wyborczy nr 3 – 6 radnych
okręg wyborczy nr 4 – 5 radnych
okręg wyborczy nr 5 – 6 radnych

     okręg wyborczy nr 1 – 8 radnych
     okręg wyborczy nr 2 – 5 radnych
     okręg wyborczy nr 3 – 6 radnych
     okręg wyborczy nr 4 – 5 radnych
     okręg wyborczy nr 5 – 6 radnych
| Nr okręgu | Powiaty i miasta na prawach powiatu                                                        | Liczba radnych | Liczba wyborców w 2018 |
| --------- | ------------------------------------------------------------------------------------------ | -------------- | ---------------------- |
| 1         | miasto Szczecin powiat policki                                                             | 8              | 358 260                |
| 2         | miasto Świnoujście powiaty: goleniowski, gryficki, kamieński, łobeski                      | 5              | 211 665                |
| 3         | powiat choszczeński, powiat drawski, powiat kołobrzeski, powiat świdwiński, powiat wałecki | 5              | 226 413                |
| 4         | miasto Koszalin powiaty: białogardzki, koszaliński, sławieński, szczecinecki               | 6              | 278 098                |
| 5         | powiat gryfiński, powiat myśliborski, powiat pyrzycki, powiat stargardzki                  | 6              | 242 284                |
|           | Razem (Σ)                                                                                  | 30             | 1 316 720              |

## Organizacja Sejmiku
Sejmik tworzy 30 radnych, którzy wybierają spośród siebie przewodniczącego i 3 wiceprzewodniczących. Radni pracują w tematycznych komisjach stałych i doraźnych. Komisje stałe:
Komisja Budżetu i Spraw Samorządowych
Komisja Gospodarki, Infrastruktury i Ochrony Środowiska
Komisja Oświaty, Kultury i Sportu
Komisja Rewizyjna
Komisja Rolnictwa i Rozwoju Obszarów Wiejskich
Komisja Rozwoju, Promocji i Współpracy Międzynarodowej
Komisja Skarg, Wniosków i Petycji
Komisja Zdrowia, Spraw Społecznych i Bezpieczeństwa Publicznego

## Siedziba Sejmiku

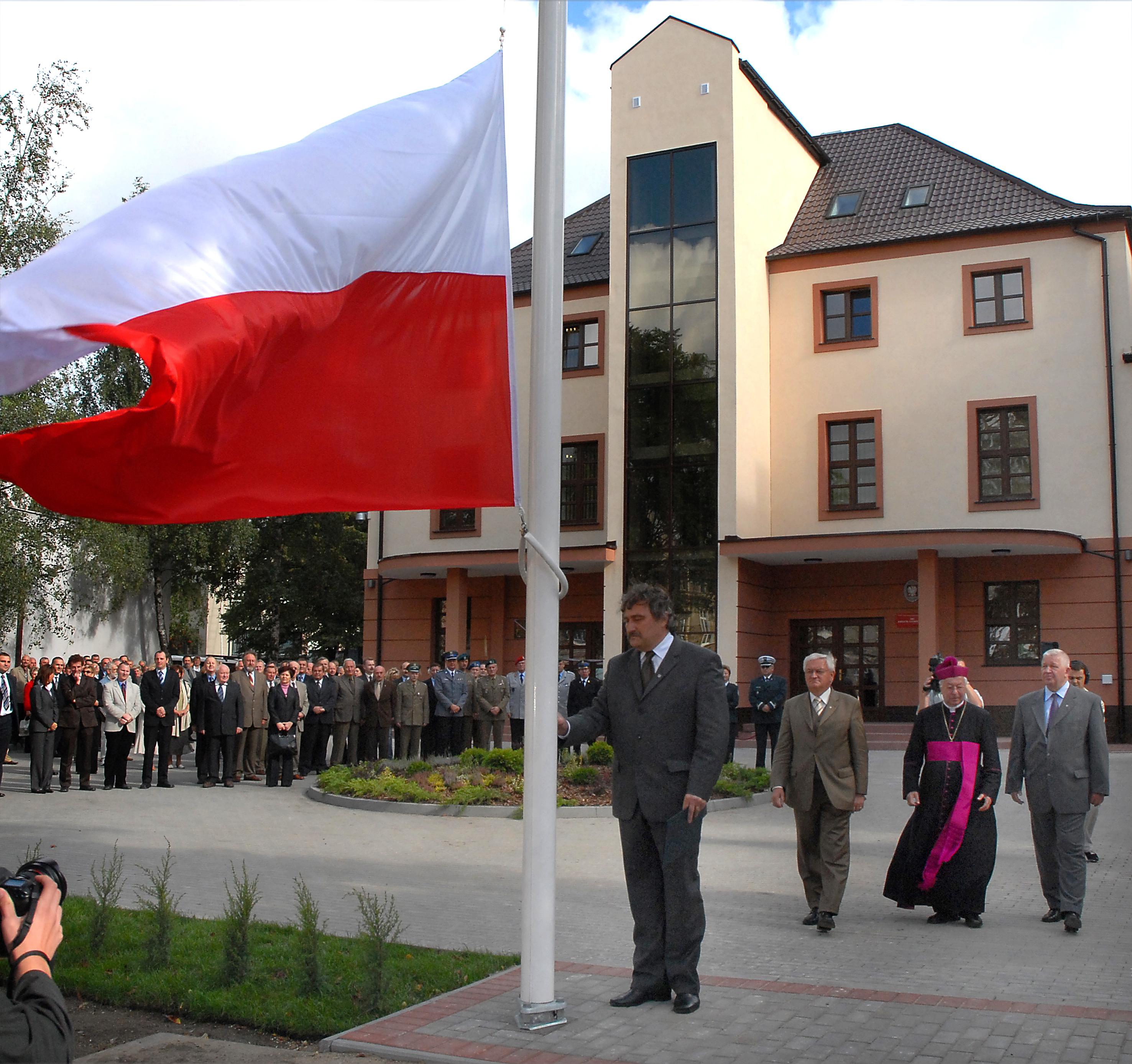
Oddanie do użytku siedziby sejmiku przy ul. Mickiewicza 41 w Szczecinie

W latach 1998–2006 sesje Sejmiku Województwa Zachodniopomorskiego odbywały się przeważnie w budynku urzędu wojewódzkiego przy ul. Wały Chrobrego 4 w Szczecinie (Sala Rycerska Urzędu Wojewódzkiego). Tam również znajdowało się biuro Sejmiku. Osiem lat po reformie samorządowej Sejmik decyzją radnych i zarządu województwa otrzymał własną siedzibę. 4 września 2006 została ona otwarta, mieszcząc się przy ul. Mickiewicza 41 w Szczecinie.

## Radni Sejmiku (stany na koniec kadencji)

### I kadencja (1998–2002)
SLD: 22 
     PS: 3 
     UW: 6 
     AWS: 13 
     RPO: 1 
Prezydium
- Przewodniczący: Karol Osowski
  - Wiceprzewodniczący: Zygmunt Dziewguć
  - Wiceprzewodniczący: Lechosław Goździk
  - Wiceprzewodniczący: Zbigniew Zalewski

Kluby radnych
- Sojusz Lewicy Demokratycznej – 22 radnych:
  - Mirosław Barcikowski, Kazimierz Czarnecki, Zbigniew Drobny, Józef Faliński, Joanna Izbicka, Jadwiga Kilian, Roman Kobyliński, Czesław Kręcisz, Kazimierz Lipiński, Mirosław Łopatto, Andrzej Malanowski, Jerzy Mokrzycki, Antoni Nowakowski, Piotr Nowakowski, Karol Osowski, Tadeusz Rewaj, Henryk Rupnik, Izabela Szatanek, Tomasz Zieliński, Paweł Zienkiewicz, Adam Zygmunt, Andrzej Żebrowski
- Platforma Obywatelska – 7 radnych:
  - Jolanta Andreas (Stronnictwo Konserwatywno-Ludowe – Ruch Nowej Polski), Stanisław Gawłowski, Piotr Lewandowski, Sławomir Nitras, Bogdan Siwek, Marek Tałasiewicz, Stanisław Zimnicki (SKL-RNP)
- Ruch Społeczny – 7 radnych:
  - Paweł Kowalczyk, Bogdan Krawczyk (Stronnictwo Konserwatywno-Ludowe – Ruch Nowej Polski), Andrzej Markowski, Sławomir Pajor, Marek Słomski, Grażyna Sztark, Zbigniew Zalewski
- Unia Wolności – 4 radnych:
  - Cezary Arciszewski, Lechosław Goździk, Maria Ilnicka-Mądry, Andrzej Majewski
- Przymierze Społeczne – 3 radnych:
  - Zygmunt Dziewguć (Polskie Stronnictwo Ludowe), Zenon Kozłowicz, Jan Lemparty
- Niezrzeszeni – 2 radnych:
  - Eugeniusz Kalinowski (Ruch Patriotyczny Ojczyzna)
  - Wojciech Żebrowski (Chrześcijańska Demokracja III Rzeczypospolitej Polskiej)

### II kadencja (2002–2006)
SLD-UP: 13 
     Samoobrona: 7 
     PSL: 1 
     POPiS: 3 
     LPR: 6 
Prezydium
- Przewodniczący: Karol Osowski
  - Wiceprzewodniczący: Mirosław Barcikowski
  - Wiceprzewodniczący: Waldemar Kopczyński
  - Wiceprzewodniczący: Grzegorz Tomczyk

Kluby radnych
- Sojusz Lewicy Demokratycznej – 10 radnych:
  - Aneta Gołębiowska, Marian Ilnicki, Roman Kobyliński, Jerzy Kotlęga, Karol Osowski, Piotr Nowakowski, Beata Radziszewska, Henryk Rupnik, Dariusz Wieczorek, Andrzej Żebrowski
- Klub Radnych Niezależnych – 6 radnych:
  - Socjaldemokracja Polska – Mirosław Barcikowski, Józef Faliński
  - Polskie Stronnictwo Ludowe – Krzysztof Modliński
  - Samoobrona Rzeczpospolitej Polskiej – Olga Sołtowska
  - Unia Pracy – Danuta Jach
  - Grzegorz Tomczyk
- Niezrzeszeni – 14 radnych:
  - Polskie Stronnictwo Ludowe – Janusz Chrzanowski, Zygmunt Dziewguć, Waldemar Kopczyński, Monika Zajączkowska
  - Liga Polskich Rodzin – Mirosław Drab, Janusz Kędzierski
  - Platforma Obywatelska – Piotr Lewandowski, Michał Łuczak
  - Ruch Samorządowy – Urszula Kostuch, Ryszard Wapniarski
  - Samoobrona Rzeczpospolitej Polskiej – Bogusław Lepper, Tomasz Wywioł
  - Czesława Nowak (niezależna, poprzednio Samoobrona RP)
  - Tomasz Walasek (niezależny, poprzednio Prawo i Sprawiedliwość)

### III kadencja (2006–2010)
LiD: 5 
     Samoobrona: 3 
     PSL: 3 
     PO: 12 
     PiS: 7 
Prezydium
- Przewodniczący: Olgierd Geblewicz
  - Wiceprzewodniczący: Lech Bartnik

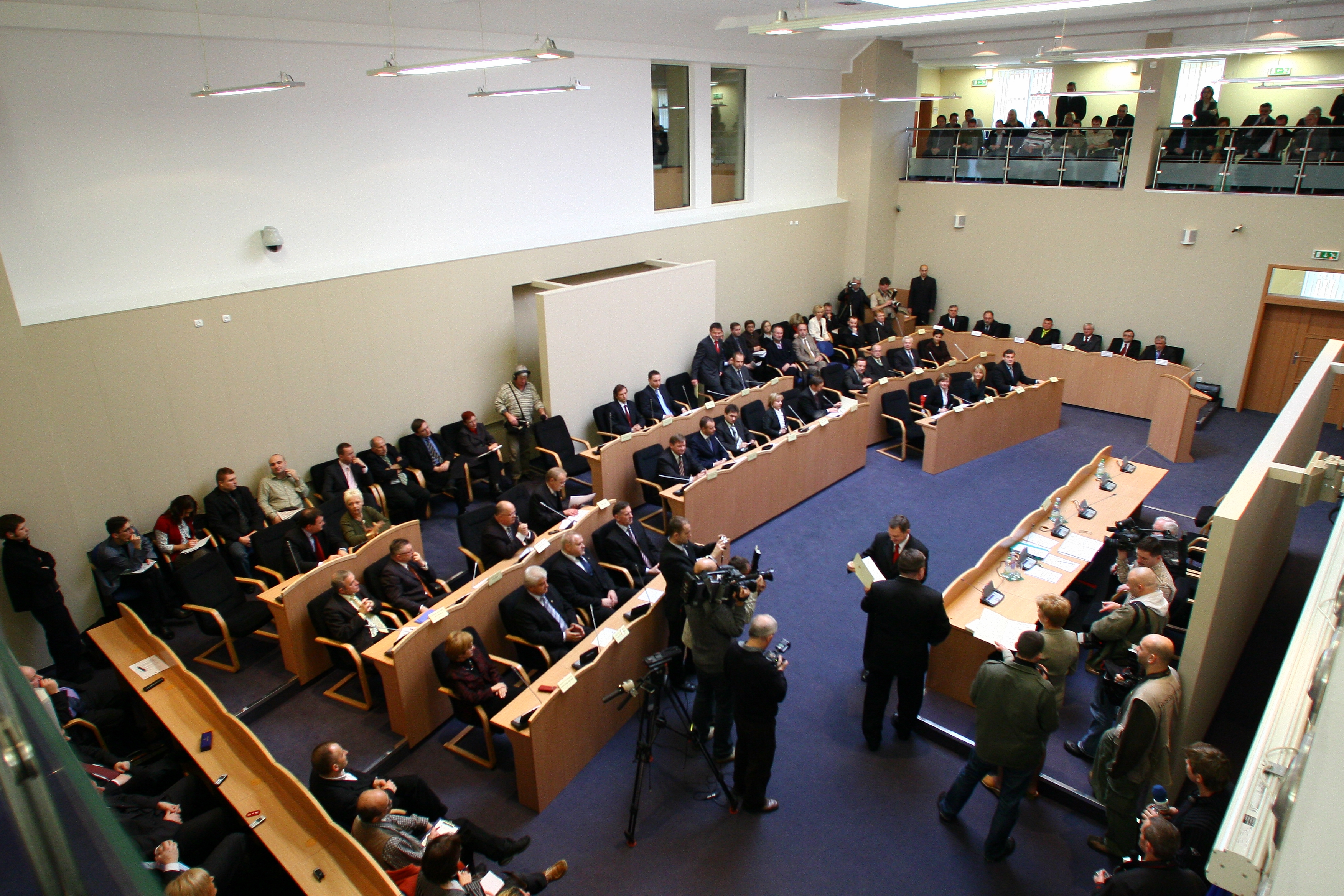
Pierwsza sesja III kadencji sejmiku

  - Wiceprzewodniczący: Zygmunt Dziewguć
  - Wiceprzewodniczący: Tomasz Wywioł

| Klub                                            | Okręg nr 1                                                      | Okręg nr 2                           | Okręg nr 3                       | Okręg nr 4        | Okręg nr 5                                  |
| ----------------------------------------------- | --------------------------------------------------------------- | ------------------------------------ | -------------------------------- | ----------------- | ------------------------------------------- |
| Platforma Obywatelska – 10 radnych              | Maria Herczyńska, Andrzej Niedzielski, Norbert Obrycki          | Olgierd Geblewicz, Izabela Grabowska | Jacek Jerzy Kozłowski, Marek Hok | Władysław Husejko | Wacław Klukowski, Krystyna Wiśniewska-Bugaj |
| Prawo i Sprawiedliwość – 6 radnych              | Lech Bartnik, Małgorzata Jacyna-Witt                            | Halina Szymańska                     | Andrzej Subocz                   | Jerzy Dudź        | Paweł Mucha                                 |
| Sojusz Lewicy Demokratycznej – 5 radnych        | Zygmunt Meyer                                                   | Elżbieta Piela-Mielczarek            | Jerzy Kotlęga                    | Marek Kęsik       | Ryszard Tomczyk                             |
| Polskie Stronnictwo Ludowe – 3 radnych          | –                                                               | Kazimierz Ziemba                     | –                                | Jan Krawczuk      | Andrzej Durka                               |
| Samoobrona Rzeczpospolitej Polskiej – 3 radnych | –                                                               | –                                    | Zdzisław Berdowski               | Tomasz Wywioł     | Piotr Paczkowski                            |
| Niezrzeszeni – 2 radnych                        | Bartosz Kasznia, Michał Łuczak (obaj niezależni, poprzednio PO) | –                                    | –                                | –                 | –                                           |

### IV kadencja (2010–2014)
SLD: 6 
     PSL: 3 
     PO: 16 
     PiS: 5 
Prezydium
- Przewodniczący: Teresa Kalina

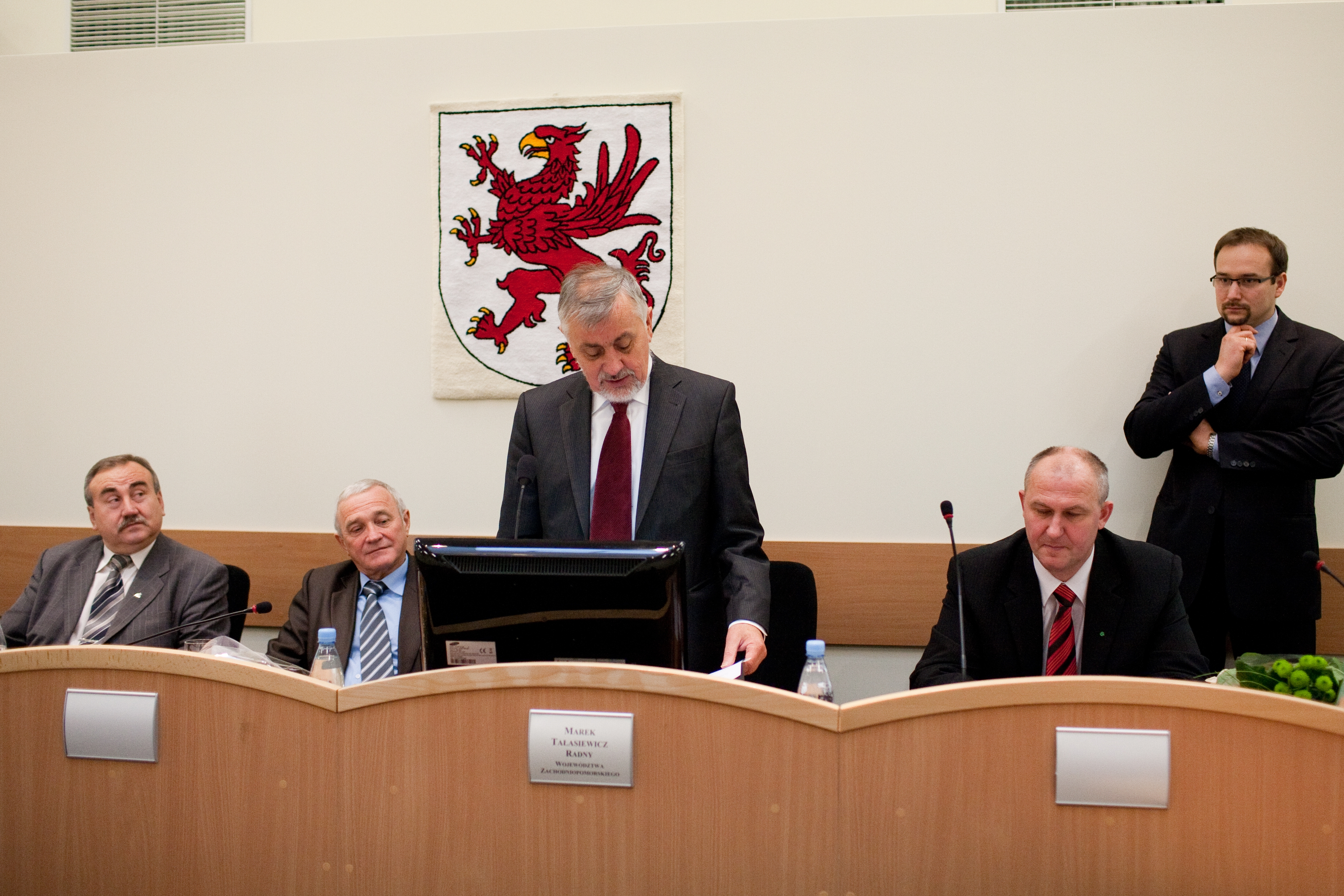
Prezydium Sejmiku Województwa Zachodniopomorskiego podczas pierwszej sesji IV kadencji

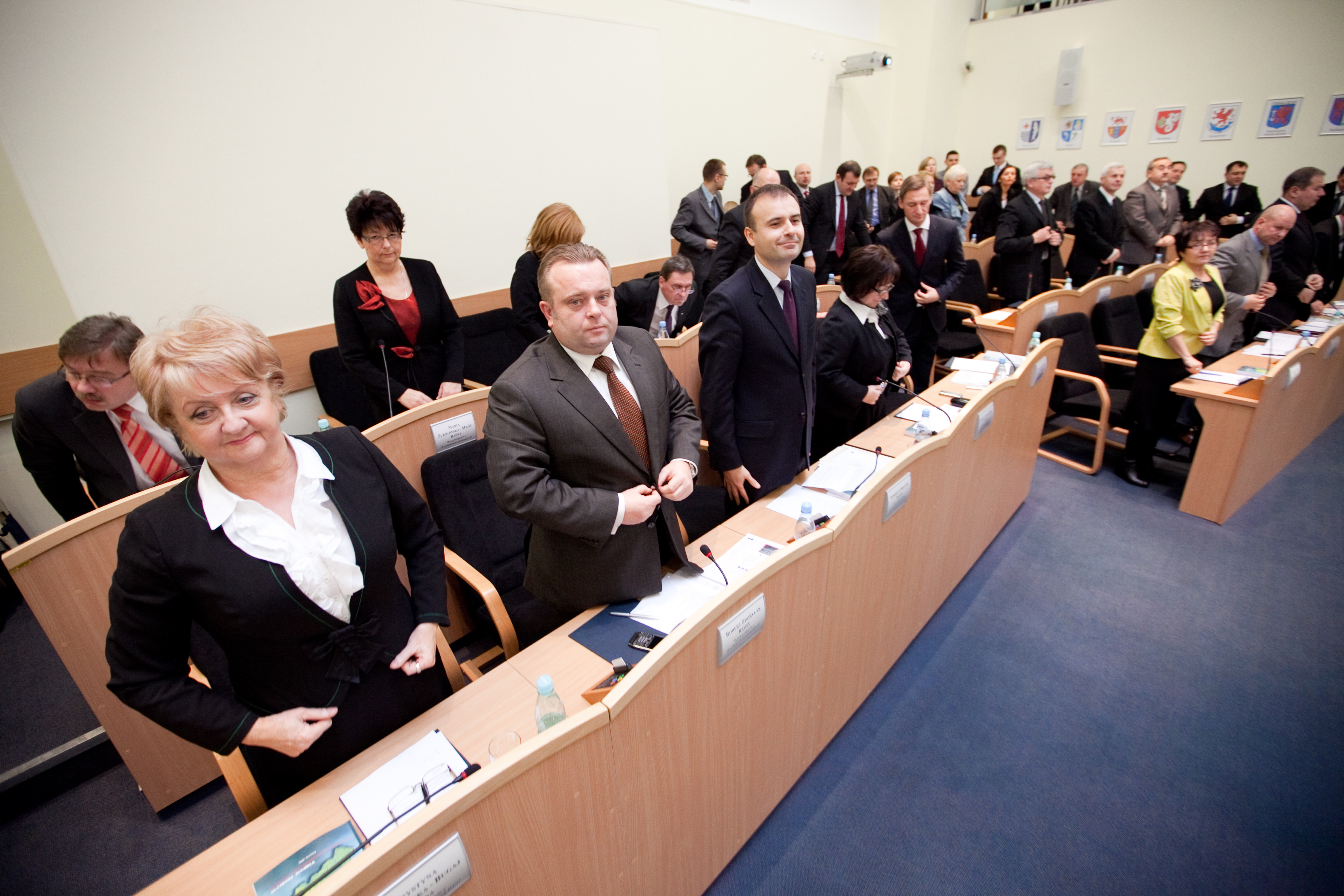
Pierwsza sesja IV kadencji sejmiku

  - Wiceprzewodniczący: Kazimierz Drzazga
  - Wiceprzewodniczący: Jerzy Kotlęga
  - Wiceprzewodniczący: Witold Ruciński

| Klub                                     | Okręg nr 1                                                               | Okręg nr 2                                        | Okręg nr 3                                                       | Okręg nr 4                                              | Okręg nr 5                                            |
| ---------------------------------------- | ------------------------------------------------------------------------ | ------------------------------------------------- | ---------------------------------------------------------------- | ------------------------------------------------------- | ----------------------------------------------------- |
| Platforma Obywatelska – 16 radnych       | Teresa Kalina, Jarosław Łojko, Andrzej Niedzielski, Agnieszka Sobolewska | Olgierd Geblewicz, Izabela Grabowska, Artur Łącki | Jacek Jerzy Kozłowski, Andrzej Świrko, Krystyna Wiśniewska-Bugaj | Magdalena Gąsecka, Andrzej Jakubowski, Adam Wyszomirski | Józef Faliński, Robert Zdobylak, Maria Żukrowska-Mróz |
| Sojusz Lewicy Demokratycznej – 6 radnych | Ewa Koś (Partia Zieloni), Dariusz Wieczorek                              | Leon Kowalski                                     | Jerzy Kotlęga                                                    | Małgorzata Chyła                                        | Beata Radziszewska                                    |
| Prawo i Sprawiedliwość – 4 radnych       | Kazimierz Drzazga                                                        | –                                                 | Andrzej Subocz                                                   | Piotr Głod                                              | Paweł Mucha                                           |
| Polskie Stronnictwo Ludowe – 3 radnych   | –                                                                        | Zygmunt Dziewguć                                  | Cezary Szeliga                                                   | –                                                       | Witold Ruciński                                       |
| Niezrzeszeni – 1 radny                   | Robert Stankiewicz (Solidarna Polska)                                    | –                                                 | –                                                                | –                                                       | –                                                     |

### V kadencja (2014–2018)
SLD Lewica Razem: 4 
     PO: 12 
     PSL: 7 
     BPZ: 1 
     PiS: 6 
Prezydium
- Przewodniczący: Teresa Kalina
  - Wiceprzewodniczący: Kazimierz Drzazga
  - Wiceprzewodniczący: Zygmunt Dziewguć
  - Wiceprzewodniczący: Adam Ostaszewski

| Klub                                                 | Okręg nr 1                                                             | Okręg nr 2                       | Okręg nr 3                                    | Okręg nr 4                        | Okręg nr 5                                   |
| ---------------------------------------------------- | ---------------------------------------------------------------------- | -------------------------------- | --------------------------------------------- | --------------------------------- | -------------------------------------------- |
| Platforma Obywatelska – 12 radnych                   | Olgierd Geblewicz, Teresa Kalina, Andrzej Niedzielski, Joanna Żurowska | Izabela Grabowska, Artur Łącki   | Krystyna Kołodziejska-Motyl, Anna Mieczkowska | Jan Kuriata, Adam Wyszomirski     | Ewa Dudar, Józef Faliński                    |
| Prawo i Sprawiedliwość – 6 radnych                   | Kazimierz Drzazga, Agnieszka Przybylska                                | Halina Szymańska                 | Henryk Carewicz                               | Krzysztof Nieckarz                | Paweł Mucha                                  |
| Polskie Stronnictwo Ludowe – 4 radnych               | –                                                                      | Zygmunt Dziewguć, Jarosław Rzepa | Lech Bany                                     | –                                 | Olgierd Kustosz                              |
| Zachodniopomorska Inicjatywa Samorządowa – 4 radnych | –                                                                      | –                                | Cezary Szeliga                                | Adam Ostaszewski (Biało-Czerwoni) | Artur Nycz (Biało-Czerwoni), Witold Ruciński |
| Sojusz Lewicy Demokratycznej – 3 radnych             | Dariusz Wieczorek                                                      | –                                | Jerzy Kotlęga                                 | Robert Grzywacz                   | –                                            |
| Niezrzeszeni – 1 radna                               | Maria Ilnicka-Mądry (Bezpartyjni Pomorze Zachodnie)                    | –                                | –                                             | –                                 | –                                            |

### VI kadencja (2018–2024)
SLD Lewica Razem: 1 
     KO: 13 
     PSL: 2 
     BS: 3 
     PiS: 11 
Prezydium
- Przewodniczący: Teresa Kalina
  - Wiceprzewodniczący: Zygmunt Dziewguć
  - Wiceprzewodniczący: Maciej Kopeć
  - Wiceprzewodniczący: Marcin Przepióra

| Klub                                        | Okręg nr 1 | Okręg nr 2                                                       | Okręg nr 3                                                             | Okręg nr 4                                                                   | Okręg nr 5                                                 |
| ------------------------------------------- | --- | ---------------------------------------------------------------- | ---------------------------------------------------------------------- | ---------------------------------------------------------------------------- | ---------------------------------------------------------- |
| Koalicja Obywatelska – 12 radnych           | Wojciech Dorżynkiewicz, Olgierd Geblewicz, Teresa Kalina, Andrzej Niedzielski (wszyscy Platforma Obywatelska) | Adam Fedeńczak, Elżbieta Kozłowska (oboje Platforma Obywatelska) | Krystyna Kołodziejska-Motyl (Platforma Obywatelska), Łukasz Młynarczyk | Jakub Hardie-Douglas, Tomasz Sobieraj (obaj Platforma Obywatelska)           | Zbigniew Chojecki, Artur Nycz (obaj Platforma Obywatelska) |
| Prawo i Sprawiedliwość – 10 radnych         | Maciej Kopeć, Rafał Niburski                                                                                  | Michał Kamiński, Halina Szymańska                                | Henryk Carewicz, Andrzej Subocz                                        | Wanda Jakubowska, Krzysztof Nieckarz                                         | Ireneusz Rogowski, Edward Kosmal                           |
| PSL-Trzecia Droga – Nowa Lewica – 4 radnych | – | Zygmunt Dziewguć (Polskie Stronnictwo Ludowe)                    | Stanisław Wziątek (Nowa Lewica)                                        | Rafał Rosiński (Polskie Stronnictwo Ludowe), Artur Wezgraj (Lepszy Koszalin) | –                                                          |
| Koalicja Samorządowa – 3 radnych            | Cezary Urban                                                                                                  | –                                                                | –                                                                      | –                                                                            | Olgierd Kustosz, Marcin Przepióra                          |
| Niezrzeszeni – 1 radna                      | Małgorzata Jacyna-Witt (niezależna, poprzednio PiS)                                                           | –                                                                | –                                                                      | –                                                                            | –                                                          |

### VII kadencja (2024–2029)
Lewica: 1 
     KO: 15 
     TD: 3 
     KS: 1 
     PiS: 10 
Prezydium
- Przewodnicząca: Teresa Kalina
  - Wiceprzewodniczący: Marcin Przepióra
  - Wiceprzewodniczący: Sebastian Szwajlik
  - Wiceprzewodniczący: Janusz Żmurkiewicz

| Klub                                | Okręg nr 1 | Okręg nr 2                                                                       | Okręg nr 3                                                               | Okręg nr 4                                                                              | Okręg nr 5                                                     |
| ----------------------------------- | --- | -------------------------------------------------------------------------------- | ------------------------------------------------------------------------ | --------------------------------------------------------------------------------------- | -------------------------------------------------------------- |
| Koalicja Obywatelska – 15 radnych   | Olgierd Geblewicz (Platforma Obywatelska), Teresa Kalina (PO), Maria Kubisa, Andrzej Niedzielski (PO), Jagoda Żyłkowska (Zieloni) | Adam Fedeńczak (Platforma Obywatelska), Beata Smoleńska (PO), Janusz Żmurkiewicz | Anna Bańkowska, Krystyna Kołodziejska-Motyl (obie Platforma Obywatelska) | Małgorzata Hołub-Kowalik (Platforma Obywatelska), Magdalena Miszke, Karolina Siwek (PO) | Anna Nowak, Artur Nycz (oboje Platforma Obywatelska)           |
| Prawo i Sprawiedliwość – 10 radnych | Leszek Duklanowski, Agnieszka Kurzawa, Rafał Niburski                                                                             | Leszek Dobrzyński                                                                | Henryk Carewicz, Marek Subocz                                            | Krzysztof Nieckarz, Tomasz Wójcik                                                       | Michał Jach, Joanna Kostrzewa                                  |
| Niezrzeszeni – 5 radnych            | – | Damian Simiński (Polskie Stronnictwo Ludowe)                                     | Stanisław Wziątek (Nowa Lewica)                                          | Elżbieta Kopczyńska (Polska 2050)                                                       | Marcin Przepióra (OK Polska), Sebastian Szwajlik (Polska 2050) |

## Oficjalne wyniki wyborów do Sejmiku

### 1998[44]
|  | Komitet wyborczy             | Mandaty |
|  | ---------------------------- | ------- |
|  | Sojusz Lewicy Demokratycznej | 22      |
|  | Akcja Wyborcza Solidarność   | 13      |
|  | Unia Wolności                | 6       |
|  | Przymierze Społeczne         | 3       |
|  | Ruch Patriotyczny Ojczyzna   | 1       |
|  | Razem                        | 45      |

### 2002[45]
|  | Komitet wyborczy                               | Mandaty |
|  | ---------------------------------------------- | ------- |
|  | Sojusz Lewicy Demokratycznej – Unia Pracy      | 13      |
|  | Samoobrona Rzeczpospolitej Polskiej            | 7       |
|  | Liga Polskich Rodzin                           | 6       |
|  | Platforma Obywatelska – Prawo i Sprawiedliwość | 3       |
|  | Polskie Stronnictwo Ludowe                     | 1       |
|  | Razem                                          | 30      |

### 2006[46]
|  | Komitet wyborczy                    | Mandaty |
|  | ----------------------------------- | ------- |
|  | Platforma Obywatelska               | 12      |
|  | Prawo i Sprawiedliwość              | 7       |
|  | Lewica i Demokraci                  | 5       |
|  | Polskie Stronnictwo Ludowe          | 3       |
|  | Samoobrona Rzeczpospolitej Polskiej | 3       |
|  | Razem                               | 30      |

### 2010[47]
|  | Komitet wyborczy             | Mandaty |
|  | ---------------------------- | ------- |
|  | Platforma Obywatelska        | 16      |
|  | Sojusz Lewicy Demokratycznej | 6       |
|  | Prawo i Sprawiedliwość       | 5       |
|  | Polskie Stronnictwo Ludowe   | 3       |
|  | Razem                        | 30      |

### 2014[48]
|  | Komitet wyborczy              | Mandaty |
|  | ----------------------------- | ------- |
|  | Platforma Obywatelska         | 12      |
|  | Polskie Stronnictwo Ludowe    | 7       |
|  | Prawo i Sprawiedliwość        | 6       |
|  | SLD Lewica Razem              | 4       |
|  | Bezpartyjni Pomorze Zachodnie | 1       |
|  | Razem                         | 30      |

### 2018[49]
|  | Komitet wyborczy           | Mandaty |
|  | -------------------------- | ------- |
|  | Koalicja Obywatelska       | 13      |
|  | Prawo i Sprawiedliwość     | 11      |
|  | Bezpartyjni Samorządowcy   | 3       |
|  | Polskie Stronnictwo Ludowe | 2       |
|  | SLD Lewica Razem           | 1       |
|  | Razem                      | 30      |

### 2024[50]
|  | Komitet wyborczy       | Mandaty |
|  | ---------------------- | ------- |
|  | Koalicja Obywatelska   | 15      |
|  | Prawo i Sprawiedliwość | 10      |
|  | Trzecia Droga          | 3       |
|  | Koalicja Samorządowa   | 1       |
|  | Lewica                 | 1       |
|  | Razem                  | 30      |